# Máxima, Vương hậu Hà Lan
Vương hậu Máxima, Vương phi Hà Lan, Thân vương phi xứ Oranje-Nassau, Phu nhân Amsberg (tiếng Hà Lan: Máxima, Prinses der Nederlanden, Prinses van Oranje-Nassau, mevrouw van Amsberg; sinh 1971) là đương kim Vương hậu Hà Lan, vợ của Quốc vương Hà Lan Willem-Alexander của Hà Lan. Ngày 30 tháng 4 năm 2013, bà trở thành người đầu tiên được phong tước hiệu Vương hậu kể từ khi Emma xứ Waldeck và Pyrmont, người gần nhất giữ danh hiệu đó cho đến năm 1890.

## Cuộc sống và Giáo dục
Bà nhũ danh là Máxima Zorreguieta Cerruti, sinh ngày 17 tháng 5 năm 1971 tại Buenos Aires, Argentina, là con gái của Jorge Zorreguieta (sinh 1928) với vợ thứ hai của ông là María del Carmen Cerruti Carricart (sinh năm 1944).